# Sveriges ambassad i Monrovia
Sveriges ambassad i Monrovia är Sveriges diplomatiska beskickning i Liberia som är belägen i landets huvudstad Monrovia.  Ambassaden består av tre utsända tjänstemän från Utrikesdepartementet och fem utsända från Sida samt ett tiotal lokalanställda. Ambassadör sedan 2021 är Urban Sjöström.

## Verksamhet
Under många år var den svenska ambassadören stationerad i Stockholm. I Monrovia fanns ett sektionskansli bemannad med utsända från Utrikesdepartementet, Sida och Folke Bernadotteakademin. 
14 December 2010 uppgraderades det tidigare sektionskansliet till en ambassad. Ambassaden leddes av en chargé d'affaires. Från och med 2013 har Sverige återigen en ambassadör stationerad i Monrovia.
Ambassadens representerar Sverige och svenska intressen i Liberia bland annat genom svenskt utvecklingssamarbete med Liberia i frågor som rör mänskliga rättigheter, demokrati, lantruksutveckling och näringsliv. Främjande av politiska, ekonomiska och kulturella kontakter mellan Sverige och Liberia och konsulära frågor för svenska medborgare.

## Beskickningschefer
| Namn                 | Period                 | Ackreditering    | titel                                               | Noter                                                                        | Källa       |
| -------------------- | ---------------------- | ---------------- | --------------------------------------------------- | ---------------------------------------------------------------------------- | ----------- |
| Knut Richard Thyberg | 1958–1959              | Icke-stationerad | Envoyé extraordinarie och ministre plénipotentiaire | Sidoackrediterad från ambassaden i Lissabon.                                 | [ 6 ]       |
| Alexis Aminoff       | november 1959 – 1961   | Icke-stationerad | Ambassadör                                          | Sidoackrediterad från ambassaden i Lissabon.                                 | [ 7 ] [ 8 ] |
| Torsten Brandel      | 1961–1962              | Stationerad      | Ambassadör                                          | Sidoackrediterad i Abidjan, Accra, Conakry och Freetown.                     | [ 9 ]       |
| Bo Järnstedt         | 1962–1964              | Stationerad      | Ambassadör                                          | Sidoackrediterad i Accra, Conakry och Freetown.                              | [ 10 ]      |
| Olof Ripa            | 1964–1968              | Stationerad      | Ambassadör                                          | Sidoackrediterad i Abidjan (från 1967), Accra, Conakry och Freetown.         | [ 13 ]      |
| Hans-Efraim Sköld    | 1969–1972              | Stationerad      | Ambassadör                                          | Sidoackrediterad i Abidjan, Conakry och Freetown.                            | [ 14 ]      |
| Bengt Friedman       | 1973–1976              | Stationerad      | Ambassadör                                          | Sidoackrediterad i Abidjan, Bissau (från 1975), Conakry, Freetown och Praia. | [ 16 ]      |
| Olof Skoglund        | 1976–1977              | Stationerad      | Ambassadör                                          | Sidoackrediterad i Abidjan, Bissau, Conakry, Freetown och Praia.             | [ 17 ]      |
| Cai Melin            | 1978–1982              | Icke-stationerad | Ambassadör                                          | Stockholmsplacerad.                                                          | [ 18 ]      |
| Erik Cornell         | 1983–1988              | Icke-stationerad | Ambassadör                                          | Stockholmsplacerad.                                                          | [ 19 ]      |
| Bengt Holmquist      | 1988–1992              | Icke-stationerad | Ambassadör                                          | Stockholmsplacerad.                                                          | [ 20 ]      |
| Annie Marie Sundbom  | 1992–1997              | Icke-stationerad | Ambassadör                                          | Stockholmsplacerad.                                                          | [ 21 ]      |
| Arne Ekfelt          | 1997–1998              | Icke-stationerad | Ambassadör                                          | Stockholmsplacerad.                                                          | [ 22 ]      |
| Göran Ankarberg      | 1999–2002              | Icke-stationerad | Ambassadör                                          | Ackrediterad från ambassaden i Abidjan.                                      | [ 23 ]      |
| Inga Björk-Klevby    | 2002–2005              | Icke-stationerad | Ambassadör                                          | Ackrediterad från ambassaden i Abidjan.                                      | [ 24 ]      |
| Agneta Bohman        | 2006–2010              | Icke-stationerad | Ambassadör                                          | Ackrediterad från ambassaden i Dakar.                                        | [ 25 ]      |
| Per EJ Carlson       | 2011–2013              | Icke-stationerad | Ambassadör                                          | Stockholmsplacerad.                                                          |             |
| Sofia Strand         | 2013–2015              | Stationerad      | Ambassadör                                          |                                                                              | [ 26 ]      |
| Lena Nordström       | 2015–2017              | Stationerad      | Ambassadör                                          |                                                                              | [ 27 ]      |
| Ingrid Wetterqvist   | maj 2017 – 2021        | Stationerad      | Ambassadör                                          |                                                                              | [ 28 ]      |
| Urban Sjöström       | 15 augusti 2021 – 2024 | Stationerad      | Ambassadör                                          |                                                                              | [ 29 ]      |
| Karl Backéus         | 2024–present           | Stationerad      | Ambassadör                                          |                                                                              | [ 30 ]      |

## Fotnoter
1. ↑  Sveriges statskalender (1964), s. 311 anger året som 1963.[10] Dagens Nyheter rapporterar dock i mars 1962 att Järnstedt då hade överlämnat sina kreditivbrev till president William Tubman i Monrovia.[11] Vem är det (1984), s. 571 anger också året som 1962.[12]
2. ↑  Kap Verde blev självständigt den 5 juli 1975. Jönsson (2000), s. 360 anger att Friedman ackrediterades i Kap Verdes huvudstad Praia året innan, 1974.[15] Sköldenberg (1976), ss. 434-435 nämner inget om att han skulle varit ackrediterad i Praia.[16]